# Костенко Сергій Петрович
Сергій Петрович Костенко (* 1868, м. Київ, Російська імперія — † 1900, м. Париж, Франція) — український живописець

## Життєпис
У 1884–1889 навчався в Київській рисувальній школі М. Мурашка, де пізніше викладав.
Художник-жанрист, один з найкращих учнів Малювальної школи Мурашка, деякий час жив і працював у Парижі (Франція).
Сергій Костенко брав участь у розписах Володимирського собору в Києві.
Страждав на враження психіки, останні 6 років провів у клініці для божевільних.
В історії культури завжди були особистості, чия творчість виходила на перший план, втілюючи в собі новації часу. А поруч завжди знаходилися художники «другого плану», котрі трудилися чесно, але «революцій» не робили. Однак труд цих талановитих майстрів не менш значний і цікавий для нас. Без їхнього мистецтва неможливо відновити цілісну картину художнього життя минулого.
До таких майстрів відноситься Сергій Костенко (1868—1900). Його доля — це трагедія тонкої, вразливої душі, яка так і не зуміла пристосуватися до суворих законів виживання у мінливому світі капіталістичної реальності.
Став би Костенко в ряди перших, як йому пророкували сучасники, чи ні — зараз судити важко: занадто мало він устиг зробити за своє коротке життя і дуже мало з його спадщини дійшло до нас.
Київський критик Є.Кузьмін писав на початку століття, що в особі Костенка «Україна якщо не знайшла, то втратила свого Бастьєн-Лепажа», згадуючи відомого французького художника другої половини XIX століття. Вони дійсно були схожі своїми «реальними» поглядами на світ, інтересом до життя простої людини, дітвори. Але син селянки з Лотарингії показував побут села, а для сина київської перекупки головною темою стало життя міста. За видимою невибагливістю сюжетів і образів витворів Костенка стоїть досвід молодого митця, який рано пізнав гірке життя міського «дна».

### Київ
Сергій Костенко ріс без батька. Його мати торгувала овочами й квітами на Бессарабському ринку. Проте ця проста жінка зуміла роздивитися й підтримати любов сина до малювання і книг. І якось — як виявилося, у щасливий для хлопчика день — привела його у відому в місті малювальну школу Миколи Мурашка. Сюди приходили всі, хто хотів учитися, — від малого до старого. Школа відкривала перед вихованцями можливість стати в майбутньому не лише художниками, а й майстерними майстрами-ювелірами, ретушерами, різьбярами. Жінка щиро сподівалася, що з хлопчика виросте «хороша людина і добрий робітник».
Пізнавши через край у свої 14 років бідність і приниження, Сергій Костенко не озлобився душею — вона була в нього відкрита до добра та простої людської долі. Ось чому в його житті таке важливе місце посів шляхетний і щедрий на добрі справи чоловік, засновник школи Микола Мурашко. Справжній подвижник, він виховав і зростив багатьох обділених долею дітей, проявляючи до них батьківську турботу, увагу й любов. Серед них були Микола Пимоненко і Фотій Красницький — згодом уславлені українські художники. Були і Сергій Костенко, Григорій Дядченко, котрі стали для старого вчителя «радістю й утіхою» — так написав він на схилі років у своїх спогадах.
Талановитий і серйозний, Сергій Костенко входить у число лідерів школи. Під його керівництвом випускається рукописний журнал «Ученик». Він бере участь у суботніх читаннях, що проходили на квартирі Миколи Івановича, у веселих шкільних виставах.
На очах наставника син бідної перекупки перетворювався на освіченого інтелігентного юнака, здібного художника, який подавав великі надії.
На Костенка звернув увагу Віктор Васнєцов. Він виділив його серед усіх тих учнів школи, котрі були залучені до оформлювальних робіт у Володимирському соборі. Саме 18-річному юнаку славетний живописець довірив переносити створені ним композиції з картонів на стіни. Серед них і образ запрестольної Богоматері. Як згадує художник Степан Яремич, друг і співучень Сергія Костенка, це було зроблено так майстерно, що Васнєцов, подивившись на роботу учня, додав лише кілька мазків і приглушив загальні тони лику й постаті. За картонами майстра Костенко писав «Переддень раю», «Страшний суд», «Водохрещення Володимира», а також усіх васнєцовських святих, зображених на стовпах головної апсиди. Для художника-початківця це стало великою і серйозною школою майстерності.
Примітив Костенка і відомий передвижник Микола Ге, зумівши розгледіти в юнакові не лише його художні здібності, а й тонку душу. Сивобородий старець, схожий на мудрого Апостола, жив у своєму маєтку неподалік Чернігова. Під час досить частих візитів до Києва він завжди відвідував малювальну школу. «Костенко став улюбленцем Ге, котрий під час кожного свого приїзду приділяв йому багато уваги, навіть був із ним нерозлучним. Це дуже впливало на Костенка. Юнак не курив, суворо дотримувався моральної чистоти. Це був безумовний вплив чистого і чесного старика» — читаємо в спогадах Миколи Мурашка.
У 22 роки Сергій Костенко переживає перший свій успіх. На весняній виставці картин 1890 року його невелика робота «За уроком» привернула до себе увагу публіки. Її купили відразу ж у день вернісажу і навіть замовили художнику авторське повторення. Інша створена художником картина — «Біля воріт» (не збереглася), де зображено сидячу на лаві жінку з дівчинкою-підлітком, здобула першу премію на виставці Товариства заохочення мистецтв.
Перед Костенком, вихідцем із міських низів, відкривалися нові можливості й перспективи. Його починають приймати в багатих київських будинках, про нього говорять і пишуть. Молодого митця зараховують у свої ряди передвижники, а відомо, що потрапити в Товариство на той час було досить важко й престижно.
Реалістичні, безпосередні, сповнені почуття любові до простої людини і природи витвори Костенка відповідали естетиці мистецтва передвижників, які вміли в малому побачити велике, у буденному — розкрити високу поетику життя. Його герої — діти, котрі купують морозиво, перекупки, які повертаються з базару, пралі, котрі полощуть морозного дня білизну на Дніпрі. Образи людей точно обкреслені — у них видно характер, більш того — долю. Поєднання жанру з пейзажем надає картинам ліризму, посилює їхній емоційний початок. На жаль, усі ці роботи дійшли до нас лише в чорно-білих репродукціях, надрукованих у виданнях до 1917 року.
Однак, на щастя, в одній з приватних київських колекцій недавно виявлено невідому раніше навіть вузькому колу фахівців-мистецтвознавців картину митця «Приємна бесіда».
…Куточок Подолу, вулиця Верхній Вал, де здавна торгували рибою. М'який зимовий день, запорошені снігом будинки, дорога. Приваблива молода жінка стоїть перед торговкою, котра розклала свій товар на землі. Як точно і майстерно передано окремі деталі композиції — рух саней, зіщулена від холоду постать продавщиці і навіть дерев'яні ящики, на одному з яких виведено напис: — «Киевъ 1892».
Київ майже завжди присутній як у жанрових, так і в пейзажних роботах художника. Образ міста сповнений поетичного світосприймання, розфарбований добрими особистісними почуттями автора до місця, де він народився і жив.

### «Фауст і Маргарита»
1892 року Сергій Костенко представив на суд глядачів картину, написану за мотивами відомого філософського твору Гете. Вона зіграла воістину фатальну роль у його долі. Для молодого митця, який прагне збагнути глибини людських пристрастей і пороків, робота ця була принципово важливою і значною.
Не випадково при виборі героїв для своєї великої картини Костенко зупиняється на Фаусті й Маргариті, обминаючи, здавалося б, виразнішого й яскравішого Мефістофеля. Образ Фауста набагато складніший — саме в ньому зійшлися дві іпостасі людської натури — шляхетність і лиходійство. Таким і показує цього гетевського героя художник. На його красивому обличчі відбито боротьбу складних почуттів, боротьбу «високого й низького». Він не хоче порушити душевний спокій дівчини, і водночас не може скорити свій потяг до неї. В образі привабливої Маргарити (вона дивовижно нагадує київську міщанку з «Приємної бесіди»), котра скромно стоїть віддалік, втілилися довірливість, збентеженість. Вечірні сутінки обумовили приглушене звучання фарб. Пейзаж — не милий садок добропорядної німкені, а величезний парк. У темних масах його великих дерев, високих кущів застигло напружене передчуття майбутньої трагедії. І навіть іриси — не лише данина модному в той час стилю модерн, а й символ, пов'язаний з ім'ям Діви Марії. Квіти асоціюються з душевною й тілесною чистотою Маргарити. Картина сподобалася публіці. Її хвалили колеги-художники. Але в місцевій газеті з'явилася зла стаття, сповнена жовчі й неповаги до автора. У ній Маргариту порівнювали зі «святковим поросям»…
Це був важкий удар для Костенка. Митець не міг змиритися з образливим тоном критики. Не могли заспокоїти його і докази улюбленого вчителя — Миколи Мурашка, який переконував: «мовчання — ось де смерть артиста, а лайка — це інший щабель після похвали, вона ще більше робить його популярним». Костенко став цуратися друзів, знайомих — йому здавалося, що з нього всі сміються, його обмовляють. У результаті — звалився в гарячці. Молодий організм узяв своє — все минулося. Хто міг припустити тоді, що це був перший крок до його майбутньої страшної хвороби — божевілля?
Сама ж картина на багато десятиліть зникла з поля зору, як і інші витвори художника. Судити про неї ми могли лише за старими репродукціями і фотографією, вміщеною турботливою рукою Миколи Івановича у своєму щоденнику. Поруч із нею він написав: «Яка це мила річ доброї молодої людини Костенка — який же це був великий майстрище. Ой як серце моє крається — кажу я разом із Фаустом, коли згадую юнака».
Та ось що цікаво: перегорнувши кілька сторінок щоденника, ми наштовхуємося на ще одну фотографію, але вже іншої картини. Перед нами ті ж Фауст і Маргарита, той же парк, та ж лавка, але розміщені дещо інакше. Особливо це відноситься до дівчини — вона сидить у мрійливій позі, охопивши руками коліна, що робить її ще більш зворушливою й беззахисною. Це перший варіант полотна, про яке писав у своїх рукописах Є.Кузьмін, але який ми так ніколи й не бачили.
Робота ж, яка принесла стільки горя Костенку, зберігається в Національному художньому музеї України, куди надійшла 1990 року. Передала її сім'я відомого лікаря Букрєєва, котрий зцілив не одне покоління киян. Картина була дуже пошкоджена. Стараннями музейних реставраторів вона отримала нове життя й сьогодні гідно представляє творчість майстра.
Пристрасті навколо критичної статті поступово вгамувалися. Митець почав викладати в малювальній школі Мурашка в надії зібрати грошей для подорожі за кордон, де хотів продовжити власну освіту. Допомогло йому матеріально і Товариство заохочення художників. 1893 року Сергій Костенко вирушив у Париж.

### Париж
Визнаний центр світового мистецтва, Париж завжди притягував до себе митців. Тут збиралися різноманітні майстри, концентрувалися різні стилі і напрямки, тут творилися нові авторитети. Як писав Є. Кузьмін, у Парижі «син київської перекупки не загубився, подібно багатьом, маленькою непомітною піщиною».
По приїзді він починає відвідувати популярну в місті академію Р.Жюльєна. Академія — надто гучна для неї назва. Радше це велика студія, куди приїжджала молодь із різних країн. Серед її учнів була ще одна представниця України — художниця Марія Башкирцева, котра рано померла. Саме її картина «У майстерні Жюльєна» дає уявлення про вільну обстановку, що панувала там: просторе помешкання, заповнене працюючими художниками, оголений натурщик на подіумі, на стінах — картини. Микола Мурашко, відвідавши під час поїздки по Європі заклад Жюльєна, помітив на одній зі стін етюд свого учня — Костенка, що «представляв щось особливе, його не можна було залишити без уваги. Серце стиснулося при думці, що юнак, автор картини в цей час був тяжко хворий».
За кордоном Костенко продовжував писати картини, на яких — той же Київ, його мешканці… У них, може ще гостріше, звучить мотив глибокої симпатії й уваги до маленьких людських радостей. Своєрідним проявом такої ностальгії стала робота «Біля звіринцю», де зображено улюблену киянами Володимирську гірку, різношерсту юрбу людей (серед них і дівчина в українському народному костюмі), що спостерігає за витівками кумедної мавпочки. Робота експонувалася у відомому салоні на Марсовому полі 1894 року. Ілля Рєпін, який перебував тоді в Парижі, виділив її серед інших експонатів виставки, зазначаючи в одному зі своїх листів: «Я приємно відпочив на невигадливій штучці нашого молодого художника Костенка. Сонце, повітря і живе вираження нашого провінційного персонажа перед звіринцем без усяких витребеньок і шаржу, і виконано широко й просто».
Картину помітила паризька преса, її хвалили, репродукували в журналі Ielustration. То був справжній успіх 25-річного художника, його серйозна заявка на майбутнє. Та майбутнього в Костенка — не виявилося… Вразливий і нервовий, так гостро реагуючи на несправедливу критику, він, як виявилося, не зміг пережити і радість успіху. Повернувшись якось із салону, митець накинувся з кулаками на ні в чому не винного консьєржа. Через годину його, непритомного, знайшли на одній з паризьких вулиць і відправили в клініку для божевільних. Подумайте, як це страшно — і чи випадково це? — художник повторив долю своєї героїні — Маргарити. Вона ж і була першопричиною його безумства. У клініці Костенко прожив понад шість років. Він помер 1900-го.
1901 року Є.Кузьмін у журналі «Искусство и художественные промыслы» опублікував статтю, з нагоди 25-річчя школи Миколи Мурашка, де коротко згадав про сумну долю її учня. Через кілька днів до нього прийшла стара жінка, вся в сльозах. «То була мати Костенка. Скільки років жила вона, мріючи про нього, про те, що він живий, може стане уславленим. Думала, що може її забув чи соромиться». І лише тепер хтось, прочитавши статтю, розповів їй про смерть сина.
Доля виявилася жорстокою не лише до митця, а й до його робіт. За однією з версій — мати, дізнавшись про смерть сина, поспішила в його майстерню, що знаходилася на Бессарабці. Вона хотіла забрати картини, речі, та було пізно… Двері виявилися виламаними, а майстерня — порожньою…
На щастя, пророчі слова «рукописи не горять» відносяться і до художніх полотен. Ніщо не зникає безвісти в цьому світі. Сьогодні картини Сергія Костенка починають повертатися до нас. І те, що зробив цей художник за своє коротке життя, дає нам право говорити про нього як про майстра, що посів своє місце в історії українського мистецтва другої половини XIX століття, і не дає нам права забувати про нього.

## Твори

Картина Сергія Костенка «За уроком».

- «З базару» (1891);
- «Фауст і Маргарита», два варіанти
- «Приємна бесіда»
- «За уроком»[3] (1891);
- «Над Дніпром»"[3] (1891);
- «Морозивник» (1892);
- «Біля звіринцю» (1894).